# 大畑孝広
大畑孝広（おおはた たかひろ、1957年1月9日 - ）は日本、静岡県出身の元ハンドボール選手。ポジションはゴールキーパー。
静岡農高-日本大学-本田技研鈴鹿
幻の1980年モスクワオリンピックおよび1984年ロサンゼルスオリンピックハンドボール全日本男子代表。
1982年のハンドボール世界選手権（西ドイツ）代表。